# Jabal Ḩafarah
Jabal Ḩafarah är ett berg i Förenade Arabemiraten.   Det ligger i emiratet Fujairah, i den nordöstra delen av landet, 210 kilometer öster om huvudstaden Abu Dhabi. Toppen på Jabal Ḩafarah är 109 meter över havet, eller 59 meter över den omgivande terrängen. Bredden vid basen är 2,1 km.
Terrängen runt Jabal Ḩafarah är platt åt nordost, men åt sydväst är den kuperad. En vik av havet är nära Jabal Ḩafarah österut. Närmaste större samhälle är Fujairah, 7,7 kilometer norr om Jabal Ḩafarah.
Trakten runt Jabal Ḩafarah är ofruktbar med lite eller ingen växtlighet.